# 北100線
北100線，路線名稱為秀朗－新店，是新北市新店區一條區道暨市區快速道路，北起水源快速道路新店端，南至碧潭，全長4.467公里。北100線是新店市區連接臺北市的主要幹道，沿線可連接安坑、國道三號，亦鄰近捷運十四張站、小碧潭站。

## 路線說明
北100線路線沿新店溪東岸大致呈南北向，北接水源快速道路，南抵碧潭大橋。全線編為環河路、新店環河快速道路，大部分路段禁行機車。
新北市
- 新店區：0.0k（起點，接水源快速道路） → 秀朗橋（市道106號岔路） → 中安大橋（接新北環河快速道路、祥和路） → 安坑橋（可通往國道三號安坑交流道）→ 新店 4.467k（接市道110號岔路、碧潭大橋、安康路一段）

### 出入口和匝道列表
| 新店環河快速道路路線設施里程一覽表 |      |            |                                |                   |               |                |                                    |
| 標誌                               | 里程 | 名稱       | 順樁預告                       | 逆樁預告          | 形式          | 通車日         | 銜接道路 →聯絡地區                 |
| ↑主線接續水源快速道路              |      |            |                                |                   |               |                |                                    |
| 此處有交通號誌                     |      | 平交路口   | 中正路                         | 中正路            | 平交路口      |                | 中正路 →新店區                     |
|                                    |      | 秀朗橋     | 中和 秀朗橋                    | （無北上出口）    | 半套Y型、匝道 | 1987年10月10日 | 秀朗橋 →中和區                     |
|                                    |      | 中安大橋   | 安坑 中安大橋                  | 中安大橋 新北環快 | Y型           | 2007年9月8日   | 中安大橋、新北環快 →新店區安坑     |
| 此處有交通號誌                     |      | 平交路口   | 中山路                         | 中山路            | 平交路口      |                | 中山路 →新店區央北重劃區           |
|                                    |      | 安坑交流道 | 高速公路                       | （無北上出口）    | 半套Y型、匝道 | 1997年8月24日  | 安坑交流道 →新店區、中和區         |
| 此處有交通號誌                     |      | 平交路口   | 中央路                         | 中央路            | 平交路口      |                | 中央路、 安坑交流道 →新店區        |
|                                    |      | 新店端     | 環河路 安康路一段 快速道路終點 | 快速道路起點      | 直接式        |                | 碧潭大橋、北新路 →新店區安坑、碧潭 |

### 1966年路線說明
本段落說明1966年北市100線路線。
臺北市
- 古亭區、大安區：臺北（起點，台9線岔路）→ 和平東路 → 縣市界6.220k[2]

臺北縣
- 木柵鄉：縣市界 → 軍功路 → 坡內坑7.790k（終點，縣道106號岔路）

## 沿線設施
- 秀朗橋
- 捷運十四張站
- 秀朗清溪河濱公園
- 中央新村
- 捷運小碧潭站
- 親情河濱公園
- 碧潭

## 連接道路
- 水源快速道路
- 中安大橋
- 安坑交流道
- 市道106號
- 市道110號

## 歷史沿革
| 北100線歷史沿革 | 北100線歷史沿革                                                                                 | 北100線歷史沿革                                                               |
| 年代            | 本編號沿革                                                                                      | 本路線沿革                                                                    |
| --------------- | ----------------------------------------------------------------------------------------------- | ----------------------------------------------------------------------------- |
| 1961年          | 北市100線，臺北－坡內坑間7.790km                                                                | 當時非公路                                                                    |
| 1970年          | 因應台北市改制直轄市與周邊衛星城市合併升格而解編。                                              | 當時非公路                                                                    |
| 1983年 大整編   | 新增北100線（秀朗－新店線4.216km）。當時路線自現行終點續沿新店環河快速道路往南行至110線岔路。   | 起點至秀朗大橋段非公路；秀朗大橋至新店段為北100線。                           |
| 2010年          | 公路總局公佈新里程資料，里程改為2.560公里，即終點改至小碧潭（安坑交流道），但終點地名卻未變動。 | 起點至秀朗大橋段非公路；秀朗大橋至小碧潭段為北100線；小碧潭至新店段非公路。   |
| 2015年          | 公告新北市市道及區道，原臺北縣縣道、鄉道廢止。新店環河快速道路納編為北100線。                   | 公告新北市市道及區道，原臺北縣縣道、鄉道廢止。新店環河快速道路納編為北100線。 |